# Björklången, Värmland
Björklången är en sjö i Hagfors kommun i Värmland och ingår i Göta älvs huvudavrinningsområde. Sjön är 17 meter djup, har en yta på 1,02 kvadratkilometer och är belägen 201,1 meter över havet. Vid provfiske har bland annat abborre, gädda, lake och mört fångats i sjön.

## Delavrinningsområde
Björklången ingår i det delavrinningsområde (666623-136254) som SMHI kallar för Utloppet av Björklången. Medelhöjden är 294 meter över havet och ytan är 13,15 kvadratkilometer. Räknas de 2 avrinningsområdena uppströms in blir den ackumulerade arean 33,22 kvadratkilometer. Björka älv (Björknan) som avvattnar avrinningsområdet har biflödesordning 3, vilket innebär att vattnet flödar genom totalt 3 vattendrag innan det når havet efter 358 kilometer. Avrinningsområdet består mestadels av skog (71 procent) och sankmarker (14 procent). Avrinningsområdet har 1,31 kvadratkilometer vattenytor vilket ger det en sjöprocent på 9,9 procent.

## Fisk
Vid provfiske har följande fisk fångats i sjön:
- Abborre
- Gädda
- Lake
- Mört
- Nors
- Sik